# Asteroid tipa P
 Asteroid tipa P je vrsta asteroidov, ki imajo nizek albedo (0,02 do 0,06 ) in rdečkast spekter brez značilnosti. Predvideva se, da so sestavljeni iz organsko bogatih silikatov, ogljika in anhidriranih silikatov. Verjetno imajo tudi vodni led v notranjosti.
Najdemo jih v zunanjem delu asteroidnega pasu ter še na večjih razdaljah. Podobni so asteroidom tipa M. Med meteoriti ne najdemo teles s podobno sestavo. Nekateri asteroidi tipa P v bližini Zemlje so verjetno ostanki kometov. Tudi 1/3 Jupitrovih Trojancev kaže podoben spekter kot asteroidi tipa P in C

Zgledi asteroidov tipa P :
- 276 Adelheid
- 420 Bertolda
- 220 Štefanija
- 190 Ismena
- 153 Hilda